# Кизерь (деревня)
Кизерь — деревня в Уржумском районе Кировской области в составе Русско-Турекского сельского поселения.

## География
Находится на правом берегу реки Вятки на расстоянии примерно 15 километров на юго-восток от районного центра города Уржум.

## История
Известна с 1873 года, когда в ней учтено дворов 50 и жителей 417, в 1905 42 и 250, в 1926 72 и 339 соответственно, в 1989 отмечен 351 житель.

## Население
Постоянное население составляло 325 человек (мари 80 %) в 2002 году, 266 в 2010.